# Komoro
Komoro (japanisch 小諸市, -shi) ist eine Stadt im Osten der Präfektur Nagano auf der japanischen Hauptinsel Honshū.

## Geographie
Komoro liegt nördlich von Saku und südöstlich von Nagano.

## Geschichte
Komoro war eine alte Burgstadt, in der seit dem 15. Jahrhundert verschiedene Daimyō residierten.
Am 1. April 1954 wurde der Ort mit Einbeziehung der ehemaligen Gemeinden Minamioi und Mioka zur Stadt erhoben.

## Sehenswürdigkeiten

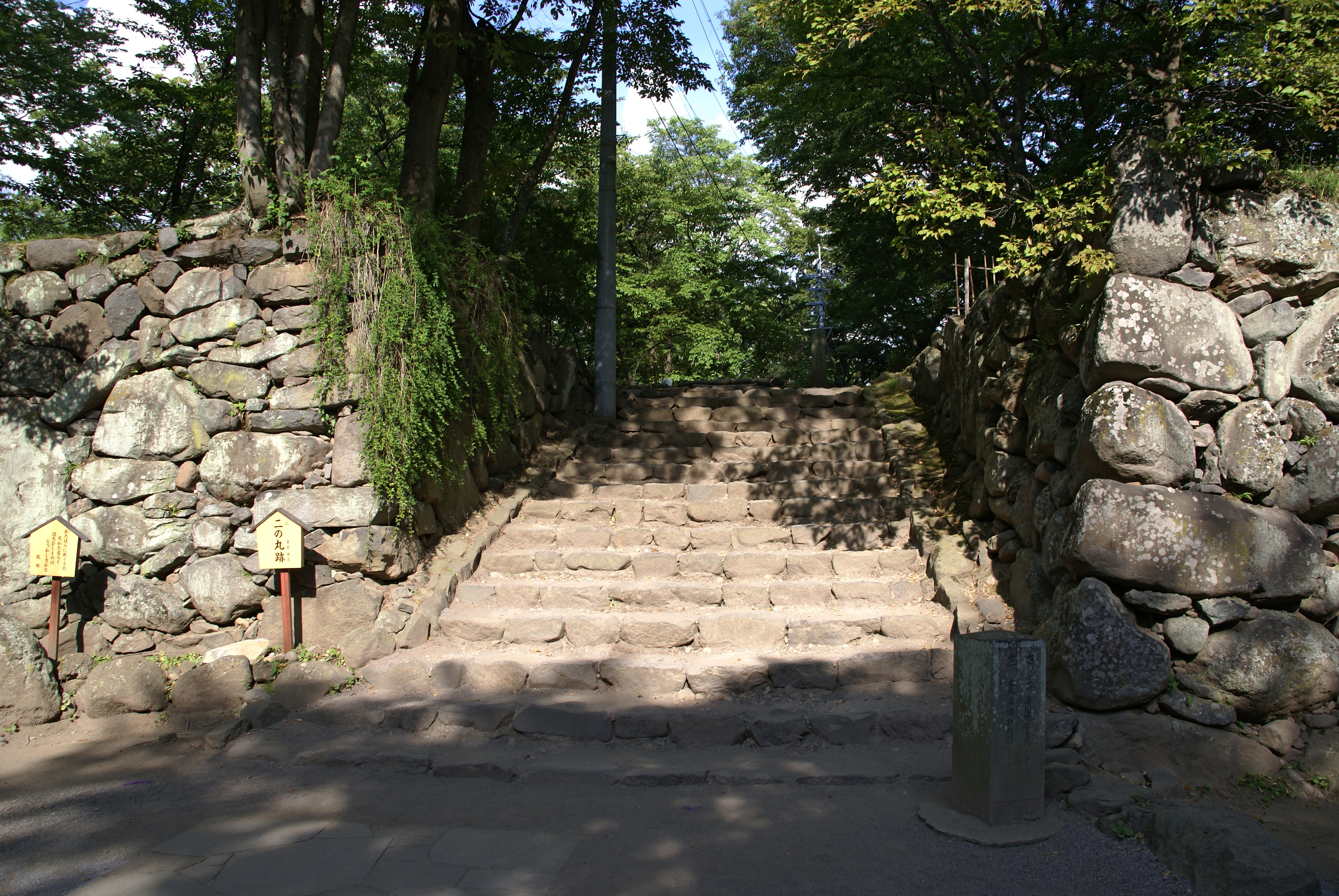
Burg Komoro

- Ruinen der Burg Komoro (小諸城)

## Söhne und Töchter der Stadt
- Koyama Keizō (1897–1987), Maler
- Tomoko Tamura (* 1965), Politikerin

## Verkehr
Komoro ist über die Jōshin’etsu-Autobahn, die Nationalstraße 18 von Takasaki nach Jōetsu sowie über die Nationalstraßen 141 und 142 erreichbar. Der Bahnhof Komoro liegt an der Shinano-Linie der Bahngesellschaft Shinano Tetsudō von Nagano nach Karuizawa. Hier zweigt die nach Kobuchizawa führende Koumi-Linie von JR East ab, die unter anderem den Shinkansen-Bahnhof Sakudaira anbindet.

## Städtepartnerschaften
- Nakatsugawa, Japan, seit 1973
- Ōiso, Japan, seit 1973
- Namerikawa, Japan, seit 1974

## Weblinks

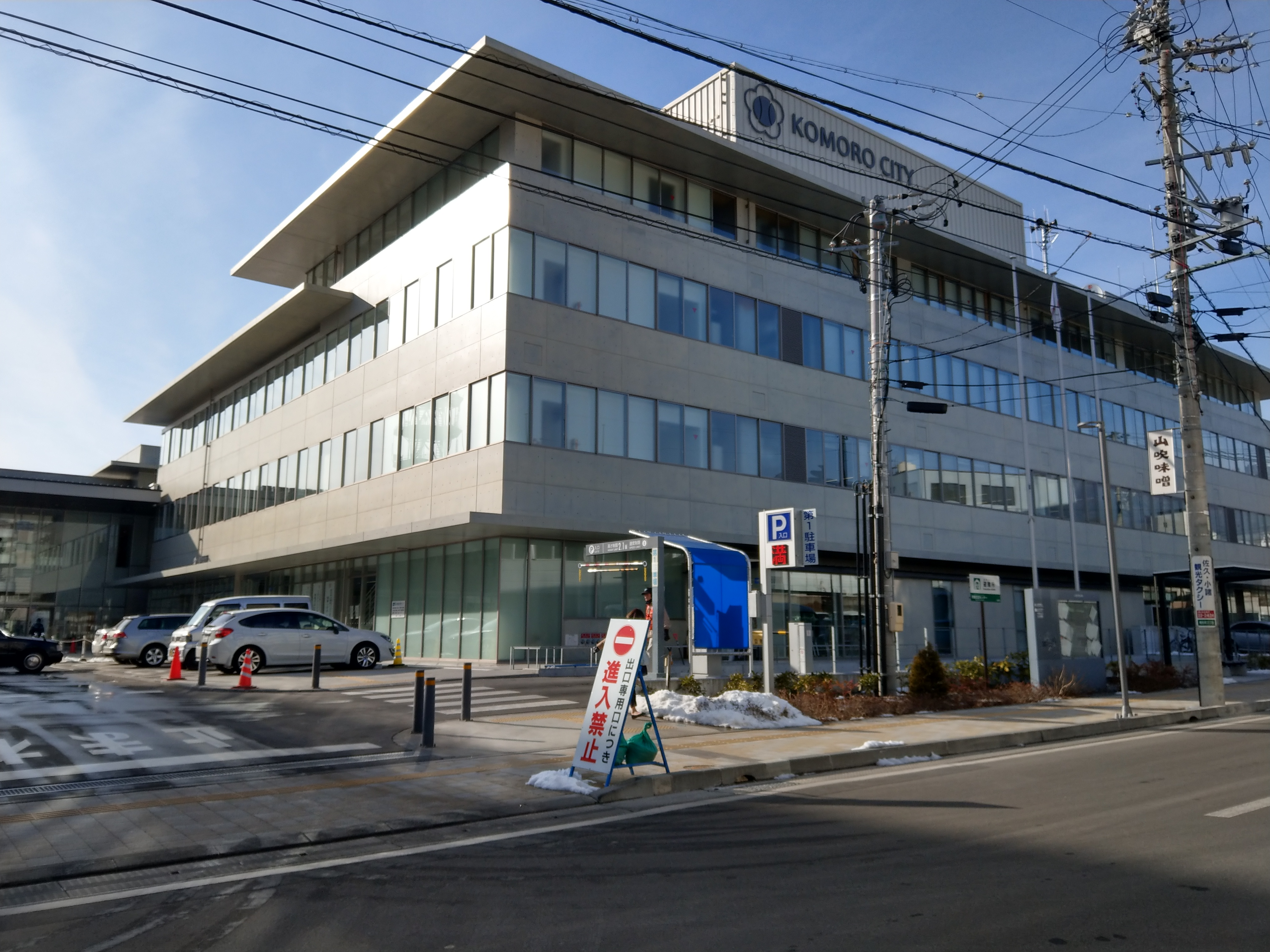
Rathaus

## Angrenzende Städte und Gemeinden
- Tōmi
- Saku (Nagano)